# روبیلانته
روبیلانته (به ایتالیایی: Robilante) یک کومونه در ایتالیا است که در استان کونیو واقع شده‌است. روبیلانته ۲۴٫۹ کیلومتر مربع مساحت و ۲٬۳۶۲ نفر جمعیت دارد و ۶۷۸ متر بالاتر از سطح دریا واقع شده‌است.